# Jorge Rojas (poète)
Pour les articles homonymes, voir Jorge Rojas.
Jorge Rojas était un poète, traducteur et essayiste colombien. Né à Santa Rosa de Viterbo le 20 novembre 1911 et mort le 12 mai 1995, il fut diplômé en sciences économiques et juridiques. Il a été le créateur et le diffuseur du mouvement « Pierre et ciel » (Piedra y Cielo).